# دولت‌آباد (دولت‌آباد)
دولت‌آباد روستایی در دهستان دولت‌آباد بخش مرکزی شهرستان جیرفت استان کرمان ایران است. این روستا یکی از بزرگترین تولیدکنندگان محصولات کشاورزی در جیرفت می‌باشد که غالباً در گلخانه‌های مکانیزه پرورش یافته‌اند. تعداد زیاد گلخانه‌ها در این روستا باعث شده که در میان مردم منطقه به شهرگلخانه‌ها معروف شود.

## جمعیت
بر پایه سرشماری عمومی نفوس و مسکن در سال ۱۳۹۵ جمعیت این روستا ۴٬۱۹۶ نفر (۹۵۴خانوار) بوده‌است.